# Campeonato Europeo de Hockey sobre Hierba Masculino de 1999
El VIII Campeonato Europeo de Hockey sobre Hierba Masculino se celebró en Padua (Italia), entre el 1 y el 12 de septiembre de 1999, bajo la organización de la Federación Europea de Hockey (EHF) y la Federación Italiana de Hockey (FIH).

## Grupos
| Grupo A      | Grupo B  |
| ------------ | -------- |
| Inglaterra   | Alemania |
| Francia      | Bélgica  |
| Irlanda      | España   |
| Países Bajos | Gales    |
| Polonia      | Italia   |
| Rusia        | Suiza    |

## Fase preliminar

### Grupo A
| Equipo       | J | G | E | P | GF | GC | DG  | PTS |
| ------------ | - | - | - | - | -- | -- | --- | --- |
| Países Bajos | 5 | 4 | 1 | 0 | 22 | 5  | +17 | 13  |
| Inglaterra   | 5 | 4 | 1 | 0 | 20 | 5  | +15 | 13  |
| Rusia        | 5 | 3 | 0 | 2 | 14 | 19 | -5  | 9   |
| Francia      | 5 | 2 | 0 | 3 | 10 | 17 | -7  | 6   |
| Polonia      | 5 | 1 | 0 | 4 | 10 | 17 | -7  | 3   |
| Irlanda      | 5 | 0 | 0 | 5 | 5  | 18 | -13 | 0   |

- Encuentros disputados

| Fecha    | Hora  | Partido      | Partido | Partido      | Resultado |
| -------- | ----- | ------------ | ------- | ------------ | --------- |
| 01.09.99 | 09:30 | Irlanda      | -       | Francia      | 2 - 3     |
| 01.09.99 | 12:00 | Países Bajos | -       | Polonia      | 4 - 1     |
| 01.09.99 | 17:00 | Inglaterra   | -       | Rusia        | 7 - 1     |
| 02.09.99 | 14:30 | Irlanda      | -       | Países Bajos | 0 - 5     |
| 02.09.99 | 17:00 | Francia      | -       | Inglaterra   | 1 - 4     |
| 03.09.99 | 09:30 | Polonia      | -       | Rusia        | 3 - 4     |
| 04.09.99 | 12:30 | Irlanda      | -       | Inglaterra   | 0 - 3     |
| 04.09.99 | 14:30 | Francia      | -       | Polonia      | 5 - 4     |
| 04.09.99 | 17:00 | Países Bajos | -       | Rusia        | 6 - 1     |
| 06.09.99 | 09:30 | Polonia      | -       | Inglaterra   | 0 - 3     |
| 06.09.99 | 12:00 | Irlanda      | -       | Rusia        | 2 - 5     |
| 06.09.99 | 14:30 | Países Bajos | -       | Francia      | 4 - 0     |
| 07.09.99 | 12:00 | Polonia      | -       | Irlanda      | 2 - 1     |
| 07.09.99 | 17:00 | Países Bajos | -       | Inglaterra   | 3 - 3     |
| 08.09.99 | 09:30 | Francia      | -       | Rusia        | 1 - 3     |

### Grupo B
| Equipo   | J | G | E | P | GF | GC | DG  | PTS |
| -------- | - | - | - | - | -- | -- | --- | --- |
| Alemania | 5 | 4 | 1 | 0 | 23 | 5  | +18 | 13  |
| Bélgica  | 5 | 4 | 0 | 1 | 16 | 14 | +2  | 12  |
| España   | 5 | 3 | 1 | 1 | 16 | 7  | +9  | 10  |
| Gales    | 5 | 1 | 1 | 3 | 10 | 15 | -5  | 4   |
| Suiza    | 5 | 1 | 1 | 3 | 9  | 14 | -5  | 4   |
| Italia   | 5 | 0 | 0 | 5 | 5  | 24 | -19 | 0   |

- Encuentros disputados

| Fecha    | Hora  | Partido  | Partido | Partido  | Resultado |
| -------- | ----- | -------- | ------- | -------- | --------- |
| 01.09.99 | 14:30 | Italia   | -       | Alemania | 0 - 6     |
| 02.09.99 | 09:30 | Suiza    | -       | Gales    | 2 - 2     |
| 02.09.99 | 12:00 | España   | -       | Bélgica  | 3 - 5     |
| 03.09.99 | 12:00 | Gales    | -       | Bélgica  | 0 - 1     |
| 03.09.99 | 14:30 | Suiza    | -       | Italia   | 2 - 1     |
| 03.09.99 | 17:00 | Alemania | -       | España   | 0 - 0     |
| 05.09.99 | 12:00 | Alemania | -       | Suiza    | 5 - 2     |
| 05.09.99 | 14:30 | Italia   | -       | Bélgica  | 2 - 3     |
| 05.09.99 | 17:00 | España   | -       | Gales    | 5 - 1     |
| 06.09.99 | 17:00 | Alemania | -       | Bélgica  | 6 - 2     |
| 07.09.99 | 09:30 | España   | -       | Suiza    | 1 - 0     |
| 07.09.99 | 14:30 | Italia   | -       | Gales    | 1 - 6     |
| 08.09.99 | 12:00 | Bélgica  | -       | Suiza    | 5 - 3     |
| 08.09.99 | 14:30 | Italia   | -       | España   | 1 - 7     |
| 08.09.99 | 17:00 | Alemania | -       | Gales    | 6 - 1     |

## Fase final
|  | Semifinales   | Semifinales   |      |               | Final         | Final |  |
|  |               |               |      |               |               |       |  |
|  |               |               |      |               |               |       |  |
|  | 11 / 9 / 1999 |               |      |               |               |       |  |
|  | Países Bajos  | 7             |      |               |               |       |  |
|  | Bélgica       | 1             |      |               |               |       |  |
|  |               |               |      |               |               |       |  |
|  |               |               |      |               | 13 / 9 / 1999 |       |  |
|  |               |               |      |               | Países Bajos  | 3(7)  |  |
|  |               | Alemania      | 3(8) |               |               |       |  |
|  |               |               |      |               |               |       |  |
|  |               |               |      |               |               |       |  |
|  |               |               |      |               | Tercer lugar  |       |  |
|  | 11 / 9 / 1999 | 11 / 9 / 1999 |      | 13 / 9 / 1999 | 13 / 9 / 1999 |       |  |
|  | Alemania      | 4             |      | Bélgica       | 2             |       |  |
|  | Inglaterra    | 0             |      |               | Inglaterra    | 7     |  |

### Puestos 9º a 12º
| Fecha    | Hora  | Partido | Partido | Partido | Resultado |
| -------- | ----- | ------- | ------- | ------- | --------- |
| 11.09.99 | 09:00 | Polonia | -       | Italia  | 5-1       |
| 11.09.99 | 11:30 | Suiza   | -       | Irlanda | 2-1       |

### Puestos 5º a 8º
| Fecha    | Hora  | Partido | Partido | Partido | Resultado |
| -------- | ----- | ------- | ------- | ------- | --------- |
| 10.09.99 | 09:00 | Rusia   | -       | Gales   | 3-4       |
| 10.09.99 | 11:30 | España  | -       | Francia | 3-0       |

### Semifinales
| Fecha    | Hora  | Partido      | Partido | Partido    | Resultado |
| -------- | ----- | ------------ | ------- | ---------- | --------- |
| 10.09.99 | 14:00 | Países Bajos | -       | Bélgica    | 7-1       |
| 10.09.99 | 16:30 | Alemania     | -       | Inglaterra | 4-0       |

### Undécimo Puesto
| Fecha    | Hora  | Partido | Partido | Partido | Resultado |
| -------- | ----- | ------- | ------- | ------- | --------- |
| 12.09.99 | 09:00 | Italia  | -       | Irlanda | 1-2       |

### Noveno Puesto
| Fecha    | Hora  | Partido | Partido | Partido | Resultado |
| -------- | ----- | ------- | ------- | ------- | --------- |
| 12.09.99 | 11:30 | Polonia | -       | Suiza   | 6-2       |

### Séptimo Puesto
| Fecha    | Hora  | Partido | Partido | Partido | Resultado |
| -------- | ----- | ------- | ------- | ------- | --------- |
| 11.09.99 | 14:00 | Rusia   | -       | Francia | 1-4       |

### Quinto Puesto
| Fecha    | Hora  | Partido | Partido | Partido | Resultado |
| -------- | ----- | ------- | ------- | ------- | --------- |
| 11.09.99 | 16:30 | Gales   | -       | España  | 0-3       |

### Tercer Puesto
| Fecha    | Hora  | Partido | Partido | Partido    | Resultado |
| -------- | ----- | ------- | ------- | ---------- | --------- |
| 12.09.99 | 14:00 | Bélgica | -       | Inglaterra | 2-7       |

### Final
| Fecha    | Hora  | Partido  | Partido | Partido      | Resultado         |
| -------- | ----- | -------- | ------- | ------------ | ----------------- |
| 12.09.99 | 16:30 | Alemania | -       | Países Bajos | 3-3 8-7 (t. pen.) |

## Medallero
|          |              |            |
| Alemania | Países Bajos | Inglaterra |

## Estadísticas

### Clasificación general
| 1. Alemania     |
| 2. Países Bajos |
| 3. Inglaterra   |
| 4. Bélgica      |
| 5. España       |
| 6. Gales        |
| 7. Francia      |
| 8. Rusia        |
| 9. Polonia      |
| 10. Suiza       |
| 11. Irlanda     |
| 12. Italia      |